# 格沃茲季夫卡
47°30′11″N 30°41′2″E / 47.50306°N 30.68389°E
赫沃茲季夫卡（烏克蘭語：Гвоздівка）是位於烏克蘭西南部的村莊，由敖德萨州贝雷济夫卡区的米科萊夫卡市鎮負責管轄。該村始建於1930年，面積0.63平方公里，海拔高度122米，2001年人口316，人口密度每平方公里501.59人。